# Chromodynamika kwantowa

Struktura neutronu składającego się z trzech kwarków: dwóch kwarków dolnych (d) i jednego kwarku górnego (u), tworzących układ (udd) związanych ze sobą oddziaływaniem silnym przenoszonym przez gluony.

Przykład oddziaływania silnego w neutronie. Kwarki w neutronie mają różne ładunki koloru, których zmiana następuje poprzez wymianę gluonów.

Chromodynamika kwantowa (ang. quantum chromodynamics – QCD) – teoria oddziaływań silnych, czyli kwantowa teoria pola opisująca oddziaływanie silne, najsilniejsze z oddziaływań podstawowych. Chromodynamika to nieabelowa (nieprzemienna) teoria z cechowaniem. Grupą cechowania jest grupa SU(3). Jest częścią Modelu Standardowego. Trwają próby połączenia grupy SU(3) z grupą SU(2) x U(1) teorii oddziaływań elektrosłabych. Nazywa się to teoriami wielkiej unifikacji.
W oddziaływaniach silnych uczestniczą cząstki obdarzone ładunkiem koloru bądź zbudowane z takich cząstek. Ruchy i przemiany tych cząstek tłumaczy się wymianą bozonów zwanych gluonami. Fermiony obdarzone ładunkiem koloru zwane są kwarkami. Znamy sześć kwarków i sześć antykwarków.
QCD posiada dwie osobne właściwości:
- Uwięzienie koloru, które oznacza, że siła pomiędzy kwarkami nie maleje, gdy są rozdzielone. Z tego powodu potrzeba nieskończenie wiele energii, żeby rozdzielić dwa kwarki. Pozostają one na zawsze złączone w hadronach, takich jak proton czy neutron. Chociaż jest analitycznie nieudowodnione, uważa się, że zjawisko uwięzienia jest prawdziwe, gdyż wyjaśnia porażkę poszukiwań wolnych kwarków i jest łatwe do zademonstrowania w kratowej chromodynamice kwantowej.
- Swoboda asymptotyczna, która oznacza, że w wysoko energetycznych reakcjach kwarki i gluony oddziałują bardzo słabo. Owo przewidywanie QCD zostało po raz pierwszy odkryte we wczesnych latach 70. przez Davida Politzera oraz Franka Wilczka i Davida Grossa. Za swoją pracę zostali oni nagrodzeni w 2004 roku nagrodą Nobla z fizyki.

Nie jest znana dokładna linia przejścia fazowego pomiędzy tymi dwoma własnościami. Uwięzienie dominuje w reakcjach nisko energetycznych, ale w miarę wzrostu energii, zaczyna dominować swoboda asymptotyczna.

## Opis ogólny
Istnieją trzy ładunki kolorowe: czerwony, zielony i niebieski oraz trzy ładunki, którymi obdarzone są antykwarki: antyczerwony, antyzielony i antyniebieski. Ponieważ nigdy nie zaobserwowano swobodnej cząstki naładowanej kolorowo, powstała hipoteza głosząca, że swobodne mogą być jedynie cząstki kolorowo neutralne (białe). Nazywa się ją hipotezą uwięzienia kwarków. Chromodynamika tłumaczy to w ten sposób, że siła przyciągania między kwarkami rośnie wraz ze zwiększaniem odległości. Dotyczy to wszystkich cząstek obdarzonych kolorem, np. gluonów.
Chociaż każdy kwark posiada kolor, to jednak wciąż zmienia go poprzez wymianę gluonów. Z tego powodu niemożliwe jest określenie koloru kwarku w danej chwili, a każdy stan kwarku (o określonym ładunku i masie) o dowolnym kolorze uważa się za tę samą cząstkę (dlatego mamy sześć, a nie osiemnaście kwarków).
Gluony są to bozony posiadające ładunek koloru. Każdy gluon przenosi dwa kolory: jeden kolor i jeden antykolor. Przykładowo istnieje gluon czerwono-antyniebieski i zielono-antyczerwony. Wynikałoby z tego, że istnieje dziewięć gluonów. Jednak pewne reguły mechaniki kwantowej nakładają na chromodynamikę ograniczenie, które powoduje, że istnieje tylko osiem gluonów. Tłumaczy się to w ten sposób, że trzy gluony neutralne (zielono-antyzielony, czerwono-antyczerwony, niebiesko-antyniebieski) są „wymieszane” i tworzą tylko dwie cząstki fizyczne.
Ponieważ gluony są obdarzone ładunkiem koloru, także między nimi dochodzi do oddziaływań z wymianą gluonów. Nazywa się to samooddziaływaniem.

## Historia
Teorię QCD zaproponowali Murray Gell-Mann z Haraldem Fritzschem i Heinrichem Leutwylerem w pracy pt. Advantages of the color octet gluon picture wydanej w 1973.
Wraz z wynalezieniem komory pęcherzykowej oraz komory iskrowej w latach 50. XX w. odkryto dużą i stale rosnącą ilość cząstek zwanych hadronami. Wydawało się, że wszystkie te cząstki nie mogą być fundamentalne. Najpierw zostały one sklasyfikowane według ładunku i izospinu przez Eugene Wignera i Wernera Heisenberga, a w 1953 według dziwności przez Murraya Gell-Manna i Kazuhiko Nishijimę. W celu lepszej orientacji, hadrony zostały posortowane w grupy o podobnej masie i właściwościach przy użyciu ścieżki ośmiokrotnej, wynalezionej w 1961 przez Gell-Manna i Yuval Ne’emana. Gell-Mann i George Zweig, skorygowawszy wcześniejsze podejście Shoichi Sakaty, zaproponowali w 1963 roku wyjaśnienie struktury grup przez istnienie trzech zapachów mniejszych cząstek wewnątrz hadronów: kwarków.
Prawdopodobnie pierwsza wzmianka, że kwarki powinny posiadać dodatkową liczbę kwantową, miała miejsce w postaci przypisu w przeddruku do Borisa Struminskiego, w związku z Ω− hiperonem, złożonym z trzech kwarków dziwnych o równoległych spinach (sytuacja taka jest niezwykła, ponieważ kwarki są fermionami, więc taka kombinacja jest zabroniona przez zakaz Pauliego):

Trzy identyczne kwarki nie mogą utworzyć antysymetrycznego stanu S. W celu utworzenia antysymetrycznego orbitalu S, kwark musi posiadać dodatkową liczbę kwantową.

Boris Struminski był studentem Nikołaja Bogolubowa. Problem rozważany w tym przeddruku został zasugerowany przez Nikołaja Bogolubowa, który pomagał Struminskiemu w badaniach. Na początku 1965 roku Nikołaj Bogolubow, Boris Struminski i Albert Tawchelidze napisali przeddruk z bardziej dokładnym omówieniem dodatkowego kwantowego stopnia swobody kwarków.
Podobna nietypowa sytuacja miała miejsce z cząstką Δ++, która w modelu kwarkowym składała się z trzech kwarków górnych z jednakowymi spinami. W 1965 roku Moo-Yang Han wraz z Yoichiro Nambu oraz Oscar W. Greenberg niezależnie rozwiązali problem przez posiadanie przez kwarki dodatkowego stopnia swobody cechowania SU(3), nazwanego później ładunkiem koloru. Han i Nambu odnotowali, że kwarki są uwięzione, lecz mogą oddziaływać poprzez wymianę oktetowego wektora bozonów cechowania: gluonów.
Ponieważ poszukiwania wolnych kwarków zawiodły, a definicja cząstki elementarnej mówi o cząstce, którą da się odizolować, Gell-Mann często powtarzał, że kwarki są zaledwie wygodną matematyczną konstrukcją, a nie realnymi cząstkami. Znaczenie tego oświadczenia było zazwyczaj jasne w kontekście: uważał, że kwarki są ukryte, ale również implikował, że oddziaływania silne przypuszczalnie nie będą się dały w pełni opisać kwantową teorią pola.
Richard Feynman przekonywał, że wysoko energetyczne eksperymenty pokazały, że kwarki są realnymi cząsteczkami: nazwał je partonami (ang. part - część). Pod pojęciem cząstki Feynman rozumiał obiekt, który podążał wzdłuż ścieżki, cząstkę elementarną w teorii pola.
Różnica w podejściu Feynmana i Gell-Manna odzwierciedlała głęboki podział społeczności fizyków teoretycznych. Feynman uważał, że kwarki posiadają rozkład położenia lub momentu, jak każda inna cząstka, i wierzył, że dyfuzja momentu partonów tłumaczy rozpraszanie dyfrakcyjne. Aczkolwiek Gell-Mann wierzył, że konkretne ładunki kwarków mogą być zlokalizowane, to był otwarty na możliwość, że kwarki same w sobie zlokalizowane nie są, gdyż czas i przestrzeń się załamują. Było to bardziej radykalne podejście do teorii macierzy S.
James Bjorken zaproponował, że punktowe partony implikowałyby konkretne relacje, zachowywane w głębokim nieelastycznym rozpraszaniu elektronów i protonów, co zostało spektakularnie potwierdzone w eksperymentach w SLAC w 1969 roku. Spowodowało to odejście od macierzy S dla oddziaływań silnych.
Odkrycie swobody asymptotycznej w oddziaływaniach silnych przez Davida Grossa, Davida Politzera i Franka Wilczka pozwoliło fizykom dokładnie przewidywać rezultaty wielu wysoko energetycznych eksperymentów, używając techniki kwantowej teorii pola teorii perturbacji. Dowody na istnienie gluonów zostały odkryte w zdarzeniach trójdżetowych w PETRA w 1979. Eksperymenty te stawały się coraz bardziej dokładne, aż do potwierdzenia perturbacyjnej chromodynamiki kwantowej w zderzaczu LEP w CERNnie.
Drugą stroną swobody asymptotycznej jest uwięzienie koloru. Ponieważ siła pomiędzy dwoma ładunkami nie maleje z dystansem, panuje przekonanie, że kwarki i gluony nigdy nie uwolnią się z hadronów. Ten aspekt teorii jest zweryfikowany przez obliczenia kratowej chromodynamiki kwantowej, jednak nie jest dowiedziony matematycznie. Jeden z problemów milenijnych ogłoszonych przez Instytut Matematyczny Claya zawiera wymóg stworzenia takiego dowodu. Inne aspekty nieperturbacyjnej QCD to zgłębianie materii kwarkowej, w tym plazmy kwarkowo-gluonowej.
Relacja pomiędzy krótkim zasięgiem cząsteczek a uwięzionym zasięgiem długodystansowym jest jednym z tematów zgłębianej ostatnio teorii strun, nowoczesnej wersji teorii macierzy S.

## Teoria

### Definicje
Każda teoria fizyki cząstek elementarnych oparta jest na pewnych symetriach natury, wziętych z obserwacji. Mogą być:
- Symetrie lokalne, działające niezależnie od położenia w czasie i przestrzeni. Każda taka symetria jest podstawą teorii cechowania i potrzebuje swojego własnego bozonu cechowania.
- Symetrie globalne, których operacje muszą działać jednocześnie na całą czasoprzestrzeń.

Chromodynamika kwantowa jest teorią cechowania z grupą cechowania SU(3) otrzymaną przez wzięcie ładunku koloru do zdefiniowania lokalnej symetrii.
Ponieważ oddziaływania silne nie dyskryminują żadnej cząstki ze względu na zapach, QCD posiada przybliżoną symetrię zapachu, która ulega złamaniu przez różne masy kwarków.
Istnieją dodatkowe globalne symetrie, których definicja wymaga wprowadzenia pojęcia chiralności, rozróżniające lewoskrętność od prawoskrętności. Jeżeli spin cząstki ma dodatni rzut na jej kierunek ruchu, wtedy jest nazywana lewoskrętną, w przeciwnym razie jest prawoskrętną. Chiralność i skrętność nie jest tym samym, ale są przybliżonymi zamiennikami przy dużych energiach.
- Symetrie chiralne oznaczają niezależne transformacje dla tych dwóch rodzajów cząstek.
- Symetrie wektorowe (zwane też diagonalnymi) oznaczają, że ta sama transformacja jest wykonywana na obydwu rodzajach cząstek.
- Symetrie osiowe to takie, w których dana transformacja jest wykonywana na lewoskrętnych cząstkach, a jej inwersja na prawoskrętnych.

### Dodatkowa uwaga: dualność
Jak wspomniano, swoboda asymptotyczna oznacza, że przy dużych energiach – co odpowiada krótkim dystansom – praktycznie nie ma oddziaływania pomiędzy cząstkami. Jest to w kontraście – albo precyzyjniej mówiąc, dualne – do tego, co się zwykle spotyka, a mianowicie braku oddziaływania przy dużych dystansach. Aczkolwiek, jak wspomniane jest w oryginalnej pracy Franza Wegnera, teoretyka, który w 1971 roku wprowadził prosty inwariantny model kratowy z cechowaniem, wysoko temperaturowe zachowanie oryginalnego modelu, np. silny rozpad korelacji na dużych odległościach, koresponduje z nisko temperaturowym zachowaniem modelu (zwykle używanego!) dualnego, mianowicie asymptotycznego rozpadu nietrywialnych korelacji, np. krótko zasięgowych odchyleń od niemal doskonałego porządku, na krótkich dystansach. Tutaj, w kontraście do Wegnera, mamy tylko model dualny, który jest tym opisanym w tym artykule.

### Grupy symetrii
Grupa koloru SU(3) odpowiada lokalnej symetrii, której cechowanie stanowi esencję QCD. Ładunki elektryczne są reprezentacją lokalnej grupy symetrii U(1), której cechowanie daje elektrodynamikę kwantową, jest to grupa abelowa. Jeśli rozważyć wersję QCD z Nf zapachami bezmasowych kwarków, wówczas będziemy mieć globalną chiralną grupę symetrii SUL(Nf) × SUR(Nf) × UB(1) × UA(1). Symetria chiralna jest spontanicznie łamana w kwantowej próżni chromodynamicznej do wektora (L+P) SUV(Nf) przy formowaniu się kondensatu chiralnego. Symetria wektorowa UB(1) odpowiada barionowej liczbie kwarkowej i jest dokładna. Symetria osiowa UA(1) dokładna w klasycznej teorii, ale złamana w teorii kwantowej, w zjawisku zwanym anomalią. Blisko związane z tą anomalią są konfiguracje gluonów zwane instantonami.
Istnieją dwa odrębne typy symetrii SU(3): symetria działająca na różne kolory kwarków, i jest to dokładna symetria cechowania, przenoszona przez gluony, oraz istnieje symetria zapachów, która obraca różne zapachy kwarków względem innych, zwana zapachową SU(3). Zapachowa SU(3) jest symetrią przybliżoną próżni chromodynamicznej i w żadnym razie nie jest symetrią podstawową. Jest to efektem ubocznym małej masy trzech najlżejszych kwarków.
W chromodynamicznej próżni kwantowej istnieją kondensaty kwarków, których masa jest mniejsza, od skali chromodynamicznej. Obejmuje to kwarki górny i dolny, oraz w mniejszym stopniu do kwarka dziwnego, ale żadnych innych. Próżnia jest symetryczna w rotacji izospinu górnej i dolnej, oraz w mniejszym stopniu w rotacjach górnej, dolnej i dziwnej, lub w pełnej grupie zapachowej SU(3). Obserwowane cząstki dają multiplety izospinu i SU(3).
Przybliżone symetrie zapachu mają przyporządkowane bozony cechowania, obserwowalne cząstki rho lub omega, ale cząstki te to tak naprawdę gluony i są bezmasowe. Są to bozony cechowania wyłaniające się ze strunowego opisu chromodynamiki kwantowej.

### Lagranżjan
Dynamika kwarków i gluonów opisywana jest przez chromodynamiczny lagranżjan kwantowy. Lagranżjan cechowania w QCD jest następujący:
{\displaystyle {\mathcal {L}}_{\mathrm {QCD} }={\overline {\psi }}_{i}\left(i(\gamma ^{\mu }D_{\mu })_{ij}-m\,\delta _{ij}\right)\psi _{j}-{\frac {1}{4}}G_{\mu \nu }^{a}G_{a}^{\mu \nu },}
gdzie {\displaystyle \psi _{i}(x)} oznacza pole kwarkowe, dynamiczną funkcję czasoprzestrzeni, w fundamentalnej reprezentacji grupy cechowania SU(3), indeksowanej przez {\displaystyle i,\,j,\,\dots ;} {\displaystyle G_{\mu }^{a}(x),} będące polami gluonowymi, również funkcjami czasoprzestrzeni, będącymi wspólną reprezentacją grupy cechowania SU(3), indeksowanej przez {\displaystyle a,b,\dots \gamma ^{\mu }} są macierzami Diraca, łączącymi reprezentację spinorową z reprezentacją wektorową grupy Lorentza.
Symbol {\displaystyle G_{\mu \nu }^{a}} reprezentuje tensor pola gluonowego cechowania, będący analogią do tensora elektromagnetycznego, {\displaystyle F^{\mu \nu },} w elektrodynamice kwantowej. Dany jest on przez
{\displaystyle G_{\mu \nu }^{a}=\partial _{\mu }{\mathcal {A}}_{\nu }^{a}-\partial _{\nu }{\mathcal {A}}_{\mu }^{a}+gf^{abc}{\mathcal {A}}_{\mu }^{b}{\mathcal {A}}_{\nu }^{c},}
gdzie {\displaystyle f^{abc}} są stałymi struktury SU(3). Dodajmy, że zasady podnoszenia lub opuszczania indeksów są trywialne {\displaystyle (+,\dots ,+),} więc {\displaystyle f^{abc}=f_{abc}=f_{bc}^{a},} natomiast indeksy {\displaystyle \mu } i {\displaystyle \nu } mają nietrywialne, relatywistyczne zasady, odpowiadającej sygnaturze metrycznej (+ – – –). Co więcej, dla matematyków, w nawiązaniu do tej formuły, gluonowe pole koloru może być reprezentowane przez wartościowaną algebrą Liego zakrzywioną dwu-formę SU(3)
{\displaystyle \mathbf {G} =\mathrm {d} \mathbf {\tilde {G}} -g\,\mathbf {\tilde {G}} \wedge \mathbf {\tilde {G}} ,}
gdzie {\displaystyle \mathbf {\tilde {G}} } jest 1-formą potencjału wektorowego odpowiadająca G i {\displaystyle \wedge ,} który jest iloczynem klinowym tej algebry, z którego powstają „stałe struktury” {\displaystyle f^{abc}.} Cartanowska pochodna pola (np. dywergencja pola) będzie zerowa przy braku „wyrażeń gluonowych”, np. owego ~ g, które reprezentuje nie-abelowy znak grupy SU(3).
Stałe {\displaystyle m} i {\displaystyle g} kontrolują masę kwarków i stałe oddziaływania w teorii, temat do renormalizacji w pełnej teorii kwantów.
Ważnym teoretycznym pojęciem zawierającym końcowe wyrażenie powyższego lagranżjanu jest zmienna pętli Wilsona. Ta zmienna pętlowa pełni najważniejszą funkcję w dyskretnej formie chromodynamiki kwantowej (patrz kratowa chromodynamika kwantowa), a bardziej ogólnie, rozróżnia uwięzione i nieuwięzione stany teorii cechowania. Została wprowadzona przez laureata nagrody Nobla Kennetha G. Wilsona i jest omówiona w osobnym artykule.

### Pola

Wzór ładunków silnych w trzech kolorach kwarków, trzech antykwarków i ośmiu gluonów (z dwoma o zerowym ładunku nałożonymi na siebie).

Kwarki są masywnymi fermionami, przenoszącymi ładunek koloru, którego cechowanie jest podstawą QCD. Kwarki reprezentowane są przez pola Diraca w reprezentacji fundamentalnej 3 grupy cechowania SU(3). Przenoszą również ładunek elektryczny (-1/3 lub 2/3) oraz uczestniczą w oddziaływaniu słabym jako część dubletu izospinu słabego. Przenoszą globalne liczby kwantowe, włącznie z liczbą barionową, która wynosi 1/3 dla każdego kwarku, hiperładunek i jedną z liczb zapachowych.
Gluony są bozonami, również przenoszącymi ładunek koloru, ponieważ leżą w reprezentacji sprzężonej 8 grupy SU(3). Nie mają ładunku elektrycznego, nie uczestniczą w oddziaływaniach słabych i nie mają zapachu. Leżą w reprezentacji singletowej 1 wszystkich grup symetrii.
Każdy kwark ma swój antykwark. Ładunek każdego antykwarku jest przeciwny do odpowiadającego mu kwarku.

### Dynamika
Zgodnie z zasadami kwantowej teorii pola oraz odpowiednimi diagramami Feynmana, powyższa teoria prowadzi do trzech podstawowych oddziaływań: kwark może wyemitować (lub zaabsorbować) gluon, gluon może wyemitować (lub zaabsorbować) gluon oraz dwa gluony mogą bezpośrednio reagować. Jest tu inaczej niż w elektrodynamice kwantowej, gdzie była tylko pierwsza możliwość, gdyż fotony nie mają żadnego ładunku. Należy też wziąć pod uwagę duchy Faddeeva-Popova (z wyjątkiem cechowania unitarnego).

### Prawo przestrzeni i uwięzienie
Dokładne obliczenia z powyżej wspomnianym lagranżjanem pokazują, że efektywny potencjał pomiędzy kwarkiem a jego antykwarkiem w mezonie zawierają wyrażenie {\displaystyle \propto r,} które reprezentuje pewien rodzaj „sztywności” oddziaływań pomiędzy cząstką a jej antycząstką na duże odległości, nieco podobna do elastyczności entropicznej gumowej taśmy (patrz niżej). Prowadzi to do uwięzienia kwarków we wnętrzu hadronów, np. w mezonach i nukleonach, o typowym promieniu Rc, według modelu torbowego hadronów. Rząd wielkości „promienia torby” wynosi 1 fm (=10−15 m). Co więcej, wspomniana sztywność jest ilościowo powiązana z tak zwanym zachowaniem „prawa przestrzeni”, spodziewanym po iloczynie zmiennej pętli Wilsona PW stałej oddziaływania wokół zamkniętej pętli {\displaystyle W.} Np. {\displaystyle \langle P_{W}\rangle } jest proporcjonalne do „obszaru” zamkniętego przez pętlę.
Najnowsze obliczenia kratowe wskazują, że w chromodynamice kwantowej istnieją dwie skale energii – jedna związana z uwięzieniem kwarków, a druga ze spontanicznym złamaniem symetrii chiralnej.

## Metody
Dalsza analiza teorii jest skomplikowana. Rozwinięto różne techniki, niektóre z nich omówiono poniżej.

### Perturbacyjna chromodynamika kwantowa
To podejście oparto na swobodzie asymptotycznej, co pozwoliło na użycie teorii perturbacji przy dobrej zgodności z eksperymentami przy wysokich energiach. Jakkolwiek ma ograniczony zakres, podejście to zaowocowało najdokładniejszym jak do tej pory przetestowaniem teorii.

### Kratowa chromodynamika kwantowa

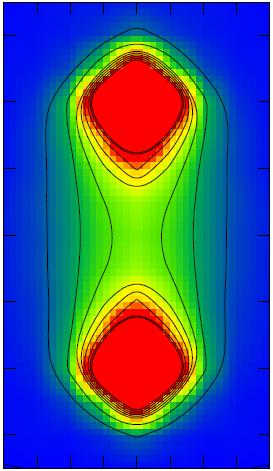
Kwark i antykwark (czerwony) są razem sklejone (zielony), tworząc mezon (rezultat symulacji w kratowej QCD przez M. Cardoso et al.

Pośród nieperturbacyjnych podejść do QCD, najistotniejsza jest kratowa QCD. Wykorzystuje się w niej dyskretny zbiór punktów czasoprzestrzennych (zwanych kratą) w celu zredukowania trudnych analitycznie całek po ścieżkach teorii kontinuum do bardzo złożonych obliczeń, które można zrzucić na superkomputery, takie jak QCDOC, który powstał właśnie do tego celu. Chociaż jest to podejście mało wydajne i zasobochłonne, ma wiele zastosowań, dając wgląd w aspekty teorii niedostępne innymi sposobami, szczególnie w jawne siły działające pomiędzy kwarkami wewnątrz mezonu. Numeryczny problem znaku powoduje jednak trudności przy badaniu QCD przy wysokiej gęstości i niskiej temperaturze (np. materia nuklearna lub wnętrze gwiazdy neutronowej).

### Ekspansja 1/N
Dobrze znany schemat aproksymacyjny, ekspansja 1/N, startuje z założenia, że liczba kolorów jest nieskończona, po czym dokonuje serii poprawek, aby uwzględnić fakt, że jednak tak nie jest. Jak dotąd jest to bardziej źródło spojrzenia jakościowego niż ilościowego. Nowsze warianty uwzględniają AdS/CFT.

### Teorie efektywne
Dla konkretnych problemów można stworzyć teorię efektywną, która daje jakościowo dobre poprawne wyniki wewnątrz pewnego limitu. W najlepszych przypadkach, można je otrzymać jako systematyczną ekspansję jakiegoś parametru lagranżjanu QCD. Jedną z takich efektywnych teorii pola jest chiralna teoria perturbacji, w skrócie ChiPT, która jest efektywną teorią chromodynamiki dla niskich energii. Mówiąc precyzyjniej, jest to teoria bazująca na nisko energetycznej ekspansji ze spontanicznym, chiralnym łamaniem symetrii chromodynamiki kwantowej, która jest dokładną symetrią, gdy masa kwarków jest równa zero, ale dla kwarków górnego, dolnego i dziwnego, o małych masach, jest to wciąż dobre przybliżenie. W zależności od liczby kwarków traktowanych jako lekkie, można używać ChiPT SU(2) lub SU(3). Inną teorią jest efektywna teoria ciężkich kwarków (która ekspanduje od dużej masy kwarków, bliskiej nieskończoności), oraz miękka-kolinearna efektywna teoria (która ekspanduje od wysokich energii). Oprócz teorii efektywnych, modele takie jak model Nambu-jona-Lasinio i model chiralny są często używane do rozważania ogólnych właściwości.

### Zasady sum
Bazując na ekspansji operatora mnożenia, można otrzymać zbiór relacji, które łączą ze sobą różne obserwable.

### Model Nambu-Jona-Lasinio
W jednej ze swoich ostatnich prac, Kei-Ichio Kondo wprowadził nisko energetyczny limit do QCD, teorię powiązaną z modelem Nambu-Jona-Lasinio, będącą nielokalną wersją modelu Polyakov-Nambu-Jona-Lasinio, która z kolei była później, w swojej lokalnej wersji, niczym innym jak modelem Nambu-Jona-Lasinio, w którym uwzględniono efekt pętli Polakova, w celu opisania ‘ustalonego uwięzienia’.
Model Nambu-Jona-Lasinio używany jest między innymi dlatego, że jest ‘stosunkowo prostym’ modelem chiralnego łamania symetrii, zjawiska obecnego w pewnych warunkach (limit chiralny, np. bezmasowe fermiony) w samej QCD. Aczkolwiek w tym modelu nie ma uwięzienia. W szczególności, energia izolowanego kwarku w próżni fizycznej staje się dobrze zdefiniowana i skończona.

## Testy eksperymentalne
Pojęcie zapachu kwarków wprowadzono w celu wyjaśnienia zachowania hadronów podczas prac nad modelem kwarkowym. Pojęcie koloru było wymuszone przez problem z Δ++. Jest to omówione w historii rozwoju chromodynamiki kwantowej.
Pierwszych przesłanek, że kwarki są realnymi składnikami hadronów, dostarczyły eksperymenty nieelastycznego głębokiego rozpraszania w SLAC. Pierwsze dowody na istnienie gluonów wykazały zdarzenia trójdżetowe w PETRA.